# Трубин, Владимир Андреевич
Владимир Андреевич Трубин (14 [26] июля 1891, Чернигов — 16 декабря 1964, Москва) — советский инженер-строитель. Профессор (1939), член-корреспондент Академии архитектуры СССР (1955), действительный член Академии строительства и архитектуры СССР (1956). Лауреат Сталинской премии (1951). Член КПСС с 1941 года, член Союза архитекторов СССР с 1957 года.

## Биография
Владимир Трубин родился в Чернигове 14 (26) июля 1891 года (по другим данным — 16 (28) июля 1891 года). В 1917 году окончил Петроградский политехнический институт. После окончания в 1920 году Киевского политехнического института работал на Киевском судостроительном заводе «Ленинская кузница». В 1926—1938 годах работал на Украине в управлении «Укргосстрой» и в тресте «Индустрой» (с 1930 года — главный инженер). В 1938—1941 годах занимал должности заместителя директора и директора Харьковского инженерно-строительного института, был профессором кафедры «Строительное производство». В 1941—1945 годах работал в Главуралстрое заместителем главного инженера. С 1948 года — заместитель председателя технического совета Министерства строительства СССР. С 1955 года — председатель технического совета Министерства строительства СССР, затем — Министерства строительства РСФСР.
Участвовал в строительстве ряда промышленных, общественных и жилых зданий: Харьковский тракторный завод, Харьковский турбогенераторный завод, Краматорский завод тяжёлого станкостроения, несколько коксохимических заводов на Украине и другие. Автор трудов, посвящённых изучению, разработке и внедрению в строительство новых методов организации и производства строительных работ.
Жил в Москве по адресу: улица Воровского, дом 23а. Умер 16 декабря 1964 года в Москве.

## Награды и премии
- Сталинская премия третьей степени (1951)[3] — за разработку и внедрение в строительство горячекатанной арматуры периодического профиля для железобетона.
- Ордена и медали[1]

## Сочинения
- Из опыта механизации работ в ОСМЧ 22 Главуралстроя НКС, «Строительная промышленность», 1945, № 9.
- Индустриальное жилищное строительство на Урале, «Строительная промышленность», № 7—8.
- О конгрессе по сборному железобетону в г. Дрездене, «Сборник материалов о новой технике и передовом опыте в строительстве», 1954, № 10, стр. 28—30.